# 特里靈灣
69°31′S 39°41′E / 69.517°S 39.683°E
特里靈灣是南極洲的海灣，位於毛德皇后地的呂佐夫-霍爾姆灣東部，處於斯卡夫斯內斯半島以南，該海灣根據挪威探險隊拍攝的空中照片被繪入地圖。